# Malik Osborne
Malik James Osborne (Matteson, 9 aprile 1998) è un cestista statunitense.